# Сенигалия
Сенигалия (на италиански: Senigallia, на местен диалект Sinigaglia, Синигаля, на латински език Sena Gallica, Сена Галика) е град и община на Адриатическо море и морски курорт в италианската провинция Анкона.
Сенигалия има 44 536 жители (1 януари 2009), които живеят на площ от 115 км².
През древността се казва Сена и е столица на келтското племе сенони в Умбрия.
283 пр.н.е. става римска колония и носи името Сена Галика или Сенагалия, понеже се намира в ager Gallicus.
В Средновековието е в Пентаполис. От 15 до 19 век Сенигалия е многопосещаван град - панаир.
Тук се намира родната къща на папа Пий IX (1792–1878).